# Србија на Европском првенству у атлетици у дворани 2007.
Србија је дебитантско учешће на 29. Европском првенству у атлетици у дворани имала на 29. Европском првенству у дворани 2007., када је на наступила самостално под овим именом.
Првенство је одржано у Бирмингему, (Уједињено Краљевство) од 2. до 4. марта 2007. године у Националној арени.
На првенству у Бирмингему, Србију су представљала четири такмичара (1 мушкарац и 3 жене) који су се такмичили у 3 дисциплине. Спортисти Србије су били у групи земаља које нису освајале медаље на европским првенствима у дворани.
Најуспешнија од српских представника била је Марина Мунћан, јер се једина такмичила у финалу и заузела 9 место. У квалификацијама је постигла нови национални рекорд у дворани на 1.500 м резултатом 4:12,35 минута.

## Учесници
| Бр. | Дисциплина   | Мушкарци           | Жене             | Укупно |
| --- | ------------ | ------------------ | ---------------- | ------ |
| 1   | 1.500 м      |                    | Марина Мунћан    | 1      |
| 2   | 60 м препоне | Мирослав Новаковић | Јелена Јотановић | 2      |
| 3   | Скок удаљ    |                    | Ивана Шпановић   | 1      |
|     | Укупно (3)   | 1                  | 3                | 4      |

## Резултати

### Мушкарци
| Атлетичар          | Дисциплина   | Лични рекорд | Квалификације     | Квалификације     | Полуфинале        | Полуфинале        | Финале            | Финале            | Детаљи                                    |
| Атлетичар          | Дисциплина   | Лични рекорд | Резултат          | Место             | Резултат          | Место             | Резултат          | Место             | Детаљи                                    |
| ------------------ | ------------ | ------------ | ----------------- | ----------------- | ----------------- | ----------------- | ----------------- | ----------------- | ----------------------------------------- |
| Мирослав Новаковић | 60 м препоне | 7,73         | Није завршио трку | Није завршио трку | Није завршио трку | Није завршио трку | Није завршио трку | Није завршио трку | Архивирано на веб-сајту (5. фебруар 2012) |

### Жене
| Атлетичарка      | Дисциплина   | Лични рекорд | Квалификације | Квалификације | Полуфинале | Полуфинале | Финале            | Финале    | Детаљи                                    |
| Атлетичарка      | Дисциплина   | Лични рекорд | Резултат      | Место         | Резултат   | Место      | Резултат          | Место     | Детаљи                                    |
| ---------------- | ------------ | ------------ | ------------- | ------------- | ---------- | ---------- | ----------------- | --------- | ----------------------------------------- |
| Марина Мунћан    | 1.500 м      |              | 4:12,35 НР    | 4 у гр. 1 кв  |            |            | 4:14,60           | 9/17 (18) | Архивирано на веб-сајту (5. фебруар 2012) |
| Јелена Јотановић | 60 м препоне |              | 8,59          | 7 у гр. 3     |            |            | Није се пласирала | 18 / 18   | Архивирано на веб-сајту (5. фебруар 2012) |
| Ивана Шпановић   | скок удаљ    |              | 6,18          | 18 у квал.    |            |            | Није се пласирала | 18 / 19   | Архивирано на веб-сајту (5. фебруар 2012) |